# Каюков, Алексей Александрович
Алексей Александрович Каюков (9 февраля 1993, Пушкин, Ленинградская область) — российский футболист, полузащитник армянского клуба «Вест Армения».

## Биография
Начинал заниматься футболом в колпинском «Ижорцу-ИНКОН». Первый тренер — Олег Михайлович Блинов. Воспитанник академии петербургского «Зенита». Выступал за его молодежную и вторую команду. В 2014 году на правах аренды перешел в «Томь», однако в Томске играл лишь за вторую команду клуба. Затем Каюков представлял несколько петербургских и армянских коллективов разного уровня.
Зимой 2024 года перешел в клуб армянской Премьер-Лиги «Вест Армения». Дебютировал за него в элите 28 февраля в гостевом поединке против команды «Арарат-Армения» (1:1). На шестой компенсированной минуте Каюков заменил в нем Саркиса Метояна.